# Kniphofia triangularis
Kniphofia triangularis es una planta herbácea de la familia Xanthorrhoeaceae. Es originaria del sur de  África.

## Descripción
Es una planta herbácea perennifolia con las hojas rígidas y estrechas lineales, erectas, de 30 cm de largo. La inflorescencia con pedúnculo cilíndrico delgado, en forma de denso racimo, con pedicelos muy cortos,  brácteas lanceoladas,  las flores de color amarillo; con perianto cilíndrico.

## Taxonomía
Kniphofia triangularis fue descrita por  Carl Sigismund Kunth y publicado en Enum. Pl. 4: 551, en el año 1843.
Variedades aceptadas
- Kniphofia triangularis subsp. obtusiloba' (Diels ex A.Berger) Codd
- Kniphofia triangularis subsp. triangularis[5]